# Палестинський тероризм

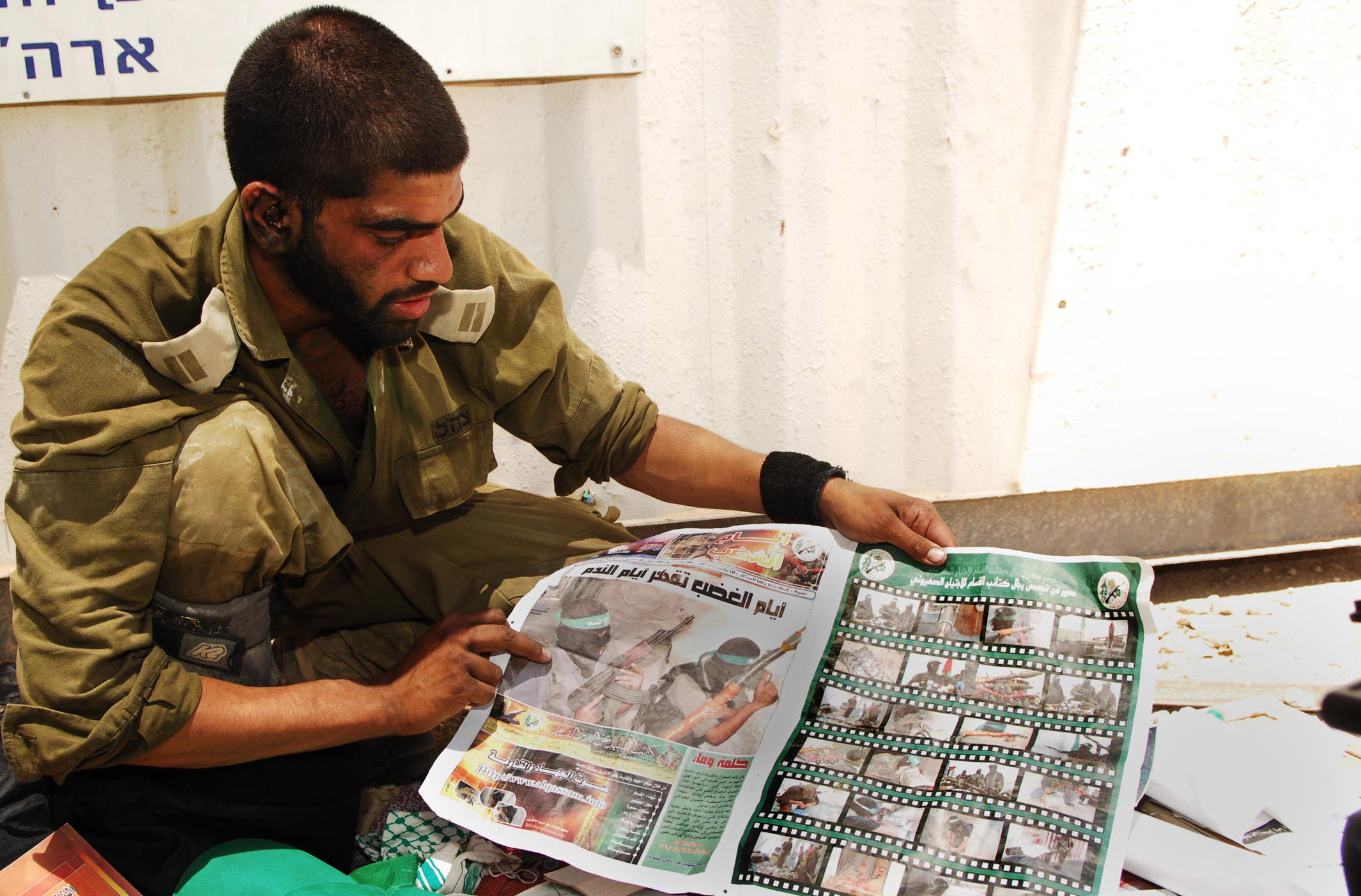
Газета палестинських терористів

Палестинський тероризм — тероризм палестинських арабів, спрямований насамперед проти Ізраїлю, євреїв, а також нерадикальних палестинців, ліванців, йорданців, єгиптян, американців і громадян інших країн. Найбільшим в історії актом палестинського тероризму стала різанина 7 жовтня — напад ХАМАС на Ізраїль став найбільшим масовим вбивством євреїв з часів Голокосту.

## Історія

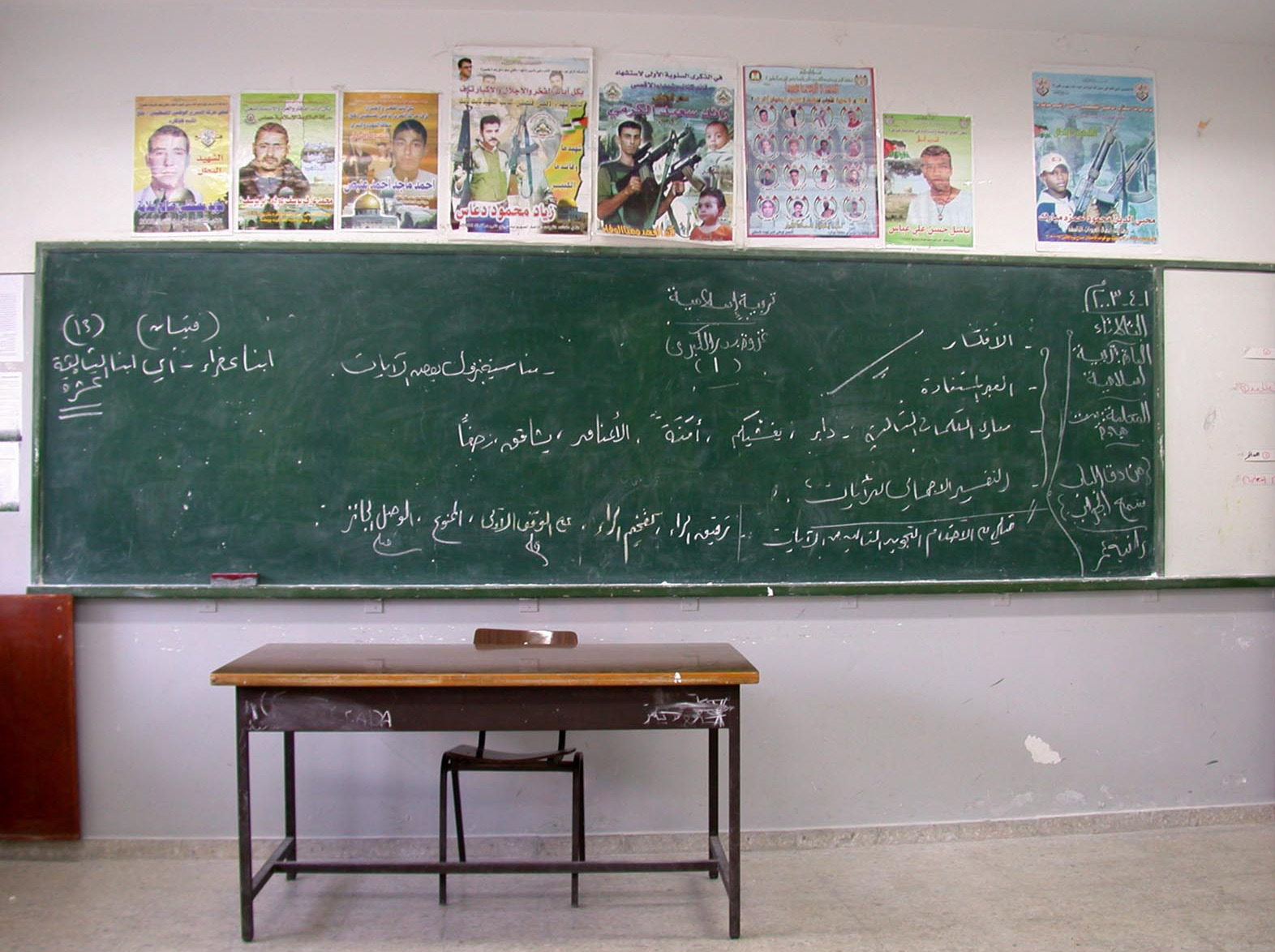
Портрети ісламістів, що підірвали себе над класною дошкою в палестинській школі

### У Підмандатній Палестині
Історично виник у 1920-ті роки в рамках конфлікту між арабською та єврейською громадами Підмандатної Палестини. Одним з основних організаторів і підбурювачів нападів на євреїв у регіоні був лідер палестино-арабських націоналістів, муфтій Єрусалима Амін аль-Хусейні.
У 1920-ті роки найвідомішими є масові напади арабів на євреїв у Єрусалимі та низці поселень (1920); у Яффо (1921); потім у Єрусалимі, Хевроні, Цфаті, Газі та інших населених пунктах (1929). Вони супроводжувалися масовими вбивствами, заподіянням каліцтв і розграбуванням єврейської власності.
У першій половині 1930-х років була активна терористична організація «Чорна рука», голова якої, шейх Ізз ад-Дін аль-Кассам, закликав до джихаду проти «невірних англійців» та їхніх «сіоністських поплічників» (пізніше його ім'ям назвуть ракети «Кассам», які використовуються для обстрілу Ізраїлю з сектору Газа). «Чорна рука» здійснювала вбивства євреїв, а також тих арабів, хто продавав євреям землю або співпрацював із мандатною адміністрацією.
Наступний спалах масового насильства по відношенню до євреїв стався під час арабського повстання (1936—1939), під час якого арабські націоналісти, перебивши близько 300 євреїв, також знищили, крім іншої власності, близько 200 000 висаджених євреями дерев, заподіявши значний економічний збиток.

### Після Війни за незалежність Ізраїлю
Після закінчення Арабо-ізраїльської війни (1947—1949) цивільне населення та армія Ізраїлю зазнавали терористичних рейдів і снайперського обстрілу з боку палестинських бойовиків-фідаїнів, бази яких розташовувалися на території Єгипту, Лівану, Йорданії та сектору Газа; арабські держави, з території яких здійснювали напади, як правило, заперечували свою причетність і покладали провину на Ізраїль.
Незабаром після формування 1964 року під егідою Ліги Арабських держав (ЛАД) на базі руху фідаїнів Організації визволення Палестини (ОВП), нова організація, за підтримки СРСР і ЛАД, вивела палестинський тероризм на новий рівень, здійснюючи теракти проти Ізраїлю і євреїв по всьому світу. Рух національного визволення Палестини (ФАТХ) на чолі з Ясіром Арафатом, який входить до ОВП, незабаром очолив його.
Спочатку палестинський тероризм, у зв'язку з впливом СРСР, мав переважно світський характер; спектр організацій був від ультралівих НФОП до помірковано-лівих націоналістів ФАТХ.
Наприкінці XX століття з'явилася і поступово зміцніла ісламістська течія палестинського тероризму, представлена релігійними організаціями:
- Хезболла — організована Ісламською республікою Іран, базується в Лівані, була активна в Сирії;

- ХАМАС — править сектором Гази з 2007 року, але також активний і на Західному березі річки Йордан;

- Ісламський джихад у Палестині — активний і в секторі Газа, і на Західному березі, особливо в Хевроні та Дженіні;

- Лігво левів — Західний берег річки Йордан, насамперед Наблус (Шхем).

## Ідеологія
Організація визволення Палестини, що стала родоначальником масового палестинського тероризму, не була однорідною. До неї входили різні фракції з різною ідеологією — від вкрай лівого марксизму до націоналістів та ісламістів. Загалом палестинський тероризм об'єднує ненависть до Ізраїлю і невизнання його як держави.
14 грудня 2011 року лідер ХАМАСу в Газі Ісмаїл Ханія заявив:

| Ми віддаємо перевагу стратегії продовження збройної боротьби. Ми звільнимо Палестину від річки до моря. ХАМАС очолюватиме наполегливий народний опір, інтифаду за інтифадою, до того, як останній загарбник забереться з благословенної землі Палестини. |
| |

## Терористичні організації
До найвідоміших терористичних угруповань і організацій, що оперують на території сектора Газа, належать ХАМАС, Бригади Абдулли Аззама, Бригади мучеників Аль-Акси, Армія ісламу, Корпус вартових ісламської революції — Сили «Кудс», Ісламський джихад у Палестині, Ісламська держава — Вілаят Синай, Рада шюри моджахедів на околицях Єрусалиму, Палестинський фронт визволення, Народний фронт визволення Палестини (НФВП), а також Народний фронт визволення Палестини — Головне командування (НФВП-ГК).